# Højer sluse
Højer sluse er en dansk dokumentarfilm fra 1975 instrueret af Ebbe Larsen.

## Handling
Sluseportene ved Vidåens udløb åbnes og lukkes automatisk af tidevandet i Vesterhavet.